# Carpias triocellatus
Carpias triocellatus is een pissebed uit de familie Janiridae. De wetenschappelijke naam van de soort is voor het eerst geldig gepubliceerd in 1992 door Mueller.